# Mama Qucha
Mama Qucha, aussi connu sous le nom de Mama Cocha (signifiant "Mère de la mer" en quéchua) est la déesse inca de la mer et des poissons ainsi que la gardienne des marins et des pêcheurs. Dans certaines régions de l'Empire inca, les gens croyaient qu'elle était la déesse de tous les plans d'eau, y compris les lacs, les rivières et les cours d'eau.
Mama Qucha était plus importante pour les Incas habitant près des régions côtières en raison de leur proximité et de leur dépendance à la mer.
Les croyances de Mama Qucha et d'autres divinités de l'eau indiquent que les Incas comprenaient le cycle de l'eau et savaient que l'eau de mer formait la pluie qui retombait sur le sol.